# Hybristodryinus ligulatus
Hybristodryinus ligulatus (лат.) — ископаемый вид ос рода Hybristodryinus из семейства дрииниды (Dryinidae). Бирманский янтарь, меловой период (сеноманский век, около 99 млн лет). Мьянма. Видовое название ligulatus происходит от формы коготка.

## Описание
Мелкие хризидоидные осы. Длина 3,0 мм. От близких видов отличается треугольным диском пронотума, не вырезанным сзади (у H. nalae диск с вырезом); увеличенные коготки лапок без субапикальных зубцов (у H. concavifrons там два зубца), а у вершины коготки ложковидные (у H. resinicolus они заострённые). Усики 10-члениковые. Нижнечелюстные щупики состоят из 6, а нижнегубные — из 3 члеников. Самцы неизвестны. Переднее крыло с тремя ячейками, закрытыми пигментированными жилками (C, R и 1Cu). У самок этого рода на передних лапках есть клешня, предположительно для удерживания цикадок (Cicadomorpha, Fulgoroidea).
Вид был впервые описан в 2019 году палеоэнтомологами Евгением Перковским (Schmalhausen Institute of Zoology, Украина), Массимо Ольми (Tropical Entomology Research Center, Viterbo, Италия), Патриком Мюллером (Германия) и Катериной Мартыновой (Киев).